# Y-Achsenabschnitt
Geht die {\displaystyle y}-Achse durch den Koordinatenursprung (0|0), dann bezeichnet der y-Achsenabschnitt, Ordinatenabschnitt oder Aufpunkt die {\displaystyle y}-Koordinate des Schnittpunktes eines Funktionsgraphen mit der {\displaystyle y}-Achse. Unabhängig von der Lage der {\displaystyle y}-Achse entspricht der {\displaystyle y}-Achsenabschnitt immer dem Funktionswert an der Stelle {\displaystyle x=0}.

## y-Achsenabschnitte einiger Funktionen
- Bei linearen Funktionen {\displaystyle f(x)=mx+b}  gibt das absolute Glied {\displaystyle b} den {\displaystyle y}-Achsenabschnitt an. Beispiel: {\displaystyle f(x)=3x+7}; der {\displaystyle y}-Achsenabschnitt beträgt 7. Ein Spezialfall davon ist:
- Bei homogenen linearen (proportionalen) Funktionen, also {\displaystyle f(x)=mx}, deren Graph durch den Ursprung des Koordinatensystems verläuft, ist der {\displaystyle y}-Achsenabschnitt daher 0.
- Bei allen Potenzfunktionen {\displaystyle f(x)=ax^{r}} mit {\displaystyle r>0} ist der y-Achsenabschnitt 0.
- Auch bei quadratischen Funktionen {\displaystyle f(x)=ax^{2}+bx+c} (deren Graph eine Parabel ist) gibt das absolute Glied {\displaystyle c} den {\displaystyle y}-Achsenabschnitt an.
- Allgemein gilt dies für alle ganzrationalen Funktionen, also für alle Funktionen, deren Funktionsterm ein Polynom ist. Hat der Funktionsterm die Gestalt {\displaystyle f(x)=a_{n}x^{n}+\dots +a_{1}x+a_{0}}, so gibt das Absolutglied {\displaystyle a_{0}} den {\displaystyle y}-Achsenabschnitt des Funktionsgraphen an.

- Bei Exponentialfunktionen, deren Funktionsterm die Gestalt {\displaystyle f(x)=ca^{x}} hat, hat der Funktionsgraph den {\displaystyle y}-Achsenabschnitt {\displaystyle c}. Insbesondere ist der {\displaystyle y}-Achsenabschnitt bei Funktionen der Gestalt {\displaystyle f(x)=a^{x}} gleich 1.